# Auflegung
Die Auflegung oder die Einverleibung ist in der Heraldik eine Art, um Wappen oder/und Wappenelemente von mindestens zwei Wappen in einem Bild zu vereinen.
Dabei gibt es  grundsätzliche Möglichkeiten.   Das Hauptwappen darf aber nicht verfälscht werden. Einmal ist ein Balken in der Form eines Rechts- oder Linksschrägkbalken  oder ein Pfahl im Hauptschild  mit dem zuzufügenden Wappenbild über den Schild zu legen. Es wird dann mit aufgelegt blasoniert. Wichtig ist, dass die Farbe der Zufügungen sich von den vorhanden unterscheiden, also abstechend ist.
Eine weitere Variante ist dem Schild, der Wappenfigur oder dem Heroldsbild das Zuzufügende  aufzulegen und durch die Verwendung von verwechselten Farben den Unterschied zu zeigen.
Bei  der Vereinigung ist das Oberwappen nicht auszuschließen. So können die Helme alle über den Schild mit den Helmzieren gesetzt werden. Wird auf diese  Form verzichtet, ist der ranghöchste Helm oder die ranghöchste Rangkrone zu setzen. Die Helmzieren werden dann zu einer vereinigt.
Diese Auflegung ist eine Möglichkeit der Wappenvereinigung neben der  Verschränkung, Einpfropfung oder der Einfassung.